# San Rafael (Alajuela)
San Rafael de Ojo de Agua es un distrito del cantón de Alajuela, en la provincia de Alajuela, de Costa Rica.

## Geografía
San Rafael cuenta con un área de 19,33 km² y una altitud media de 845 m s. n. m.

## Demografía
Para el año 2022, San Rafael cuenta con una población estimada de 54 730 habitantes, y para el último censo efectuado, en 2011, San Rafael contaba con una población de 26 248 habitantes.

## Localidades
- Barrios: La Paz, Perla, La Melissa, los Portones, San Gerardo, las Abras, Barrio Lourdes, Santa Cecilia, la Reforma, Concasa, San Rafael
- Poblados: Cañada, Ojo de Agua, Paires, Potrerillos, Rincón Venegas.

## Transporte

### Carreteras
Al distrito lo atraviesan las siguientes rutas nacionales de carretera:
- Ruta nacional 27
- Ruta nacional 122
- Ruta nacional 124
- Ruta nacional 147

### Ferrocarril
El Tren Interurbano administrado por el Instituto Costarricense de Ferrocarriles, Está proyectado que atraviese este distrito. Sin embargo diversos atrasos por parte de INCOFER han hecho que este proyecto esté detenido indefinidamente.